# Tramwaje w Amiens
Tramwaje w Amiens − zlikwidowany system komunikacji tramwajowej we francuskim mieście Amiens, działający w latach 1891−1940.

## Historia
Pierwsze tramwaje w Amiens uruchomiono 14 marca 1891. Siecią tramwajów konnych zarządzała spółka Compagnie des Tramways d'Amiens. Był to jeden z ostatnich systemów tramwaju konnego wybudowany we Francji. Tramwaje kursowały po torach o szerokości 1000 mm na dwóch trasach:
- Saint-Acheul – Route d'Abbeville
- Route de Corbie (Saint-Pierre) – Hippodrome

W styczniu 1899 uruchomiono tramwaje elektryczne. Wkrótce do obsługi sieci tramwajów elektrycznych dysponowano 28 wagonami. Każdy wagon o szerokości 1,8 m był wyposażony w jeden silnik TH2 35 CV. W kolejnych latach w wagonach zamontowano drugi silnik tego samego typu. W 1902 i 1906 spółka otrzymała łącznie 20 nowych tramwajów. W 1906 w mieście było 19 km tras i 8 linii:
- 1: Gambetta – Saint-Acheul
- 2: Gambetta – Montières
- 3: Gambetta – Châteaudun
- 4: Gare du Nord – Route de Rouen
- 4bis: Gare du Nord – Hippodromes
- 5: Gambetta – Madeleine
- 6: Gare du Nord – Saint-Pierre – Gambetta
- 7: Gare du Nord – Henriville – Gambetta

W 1931 do miasta dostarczono 15 wagonów. 19 maja 1940 w wyniku bombardowania miasta przez Niemców wstrzymano kursowanie tramwajów. W wyniku tych bombardowań zostały zniszczone wszystkie wagony co uniemożliwiło wznowienie ruchu. 